# Weintrauboa yunnan
Espèce
Weintrauboa yunnan est une espèce d'araignées aranéomorphes de la famille des Linyphiidae.

## Distribution
Cette espèce est endémique du Yunnan en Chine,. Elle se rencontre dans le xian de Ludian et à Dali.

## Description
Le mâle holotype mesure 5,10 mm et la femelle paratype 5,20 mm.

## Étymologie
Son nom d'espèce lui a été donné en référence au lieu de sa découverte, le Yunnan.

## Publication originale
- Yang, Zhu & Song, 2006 : « A newly recorded genus and a new species of the spider family Pimoidae from Yunnan, China (Arachnida: Araneae). » The Raffles Bulletin of Zoology, vol. 54, p. 235-239 (texte intégral).